# Antoinette de Jongová
Antoinette de Jongová (* 6. dubna 1995 Heerenveen) je nizozemská rychlobruslařka.
Na podzim 2011 se poprvé představila ve Světovém poháru juniorů, v téže sezóně startovala i na juniorském světovém šampionátu. Již od následujícího ročníku startuje v seniorských soutěžích, na podzim 2012 debutovala ve Světovém poháru, v lednu 2013 byla pátá na Mistrovství Evropy. Zároveň se však nadále účastnila i mistrovství světa juniorů, odkud si v roce 2013 přivezla pět medailí a roku 2014 dokonce šest cenných kovů, z toho čtyři zlata. Startovala v závodě na 3000 m na Zimních olympijských hrách 2014, kde se umístila na sedmém místě. Z Mistrovství Evropy 2016 si přivezla první velkou seniorskou medaili – bronzovou. Stejný cenný kov vybojovala i na trati 3000 m na Mistrovství světa na jednotlivých tratích 2016, kde navíc byla členkou nizozemského týmu, který vyhrál stíhací závod družstev. Bronz získala toho roku i na vícebojařském světovém šampionátu, na ME 2017 a obhájila ho i na MS 2017 na tříkilometrové distanci. Na tomto šampionátu také pomohla nizozemskému týmu k obhajobě zlaté medaile ve stíhacím závodě družstev.
Na Zimních olympijských hrách 2018 získala bronzovou medaili na trati 3000 m a stříbro ve stíhacím závodě družstev. V sezóně 2017/2018 zvítězila v celkové klasifikaci Světového poháru na dlouhých tratích 3000 m a 5000 m. Z vícebojařského ME 2019 si přivezla zlatou medaili. Na MS na jednotlivých tratích 2019 vybojovala z tříkilometrové distance stříbro a ke stejnému kovu pomohla nizozemskému týmu ve stíhacím závodě družstev. Bronzovou medaili vybojovala na Mistrovství světa ve víceboji 2019. Na ME 2020 získala zlatou medaili ve stíhacím závodě družstev a na Mistrovství světa na jednotlivých tratích 2020 obhájila stříbro ve stíhacím závodě družstev. Z Mistrovství světa ve víceboji 2020 si přivezla bronzovou medaili. Na Mistrovství Evropy 2021 obhájila vítězství ve vícebojařské soutěži a na MS 2021 vyhrála závod na 3000 m a stíhací závod družstev. Dvě zlaté (1500 m, stíhací závod družstev) a jednu stříbrnou medaili (3000 m) získala na Mistrovství Evropy 2022. Na ZOH 2022 vybojovala bronzové medaile na trati 1500 m a ve stíhacím závodě družstev, dále byla pátá na distanci 1000 m a osmá v závodě na 3000 m. Krátce poté získala bronzovou medaili na Mistrovství světa ve víceboji 2022.